# Koven
Koven, parfois stylisé comme KOᐯEN ou KOVEN, est un duo britannique de musique dance, originaire d'Angleterre. 

## Histoire
Composé du producteur Max Rowat et de Katie Boyle, le groupe est connu pour ses morceaux drum and bass, dubstep et Trap. Le duo signe chez Monstercat et est originaire de Londres, en Angleterre. Ils participent à des émissions de BBC Radio 1, notamment BBC Radio 1 Dance Presents with Hybrid Minds,. Ils sortent leur premier album Butterfly Effect en 2020, nommé au Drum and Bass Arena 2020. 

## Discographie

### Albums studio
| Titre                     | Détails                                                                                      | Positions | Positions | Positions |
| Titre                     | Détails                                                                                      | R-U       | UK Dance  | UK Indie  |
| ------------------------- | -------------------------------------------------------------------------------------------- | --------- | --------- | --------- |
| Butterfly Effect          | - Sortie : 13 mars 2020 - Label: Monstercat - Formats : Téléchargement numérique, CD, vinyle | —         | —         | —         |
| Butterfly Effect (Deluxe) | - Sortie : 11 mars 2021 - Label: Monstercat - Formats : Téléchargement numérique             | —         | —         | —         |

### Compilations
- 2018 : Retrospective (Viper)

### EP
- 2014 : Hereinafter, Pt. 1 (Viper)[9]
- 2014 : Hereinafter, Pt. 2 (Viper)[9]
- 2015 : Sometimes We Are (Viper)[9]
- 2016 : Come to Light (Monstercat)[10],[11]
- 2018 : Reality Reach (Monstercat)[12],[13]
- 2022 : Higher Ground 1 (Monstercat)[14]
- 2023 : Higher Ground 2 (Monstercat)[15]

### Singles

#### En tant qu'artiste principal
| Title                                               | Label              | sorties           | Albums                                           |
| --------------------------------------------------- | ------------------ | ----------------- | ------------------------------------------------ |
| Take It All (avec Modestep)                         | Polydor Records    | 11 février 2013   | Evolution Theory                                 |
| More than You                                       | Viper Recordings   | 3 mars 2013       | Non-album single                                 |
| Make It There (feat. Folly Rae)                     | Viper Recordings   | 27 octobre 2013   | Non-album single                                 |
| Another Home                                        | Auto-publié        | 14 février 2014   | Non-album single                                 |
| Pessimist (avec Memtrix)                            | Viper Recordings   | 14 décembre 2014  | Decade of Viper                                  |
| Revenant (avec Dabin)                               | Kannibalen Records | 8 avril 2016      | Non-album single                                 |
| Silence                                             | Monstercat         | 9 septembre 2016  | Come to Light                                    |
| Lasting (Pt. 2)                                     | Viper Recordings   | 24 février 2017   | Retrospective                                    |
| You Me And Gravity (avec Crystal Skies)             | Monstercat         | 2 août 2017       | Non-album single                                 |
| Figure                                              | Viper Recordings   | 15 septembre 2017 | Retrospective                                    |
| Figure (Unplugged)                                  | Viper Recordings   | 29 septembre 2017 | Retrospective                                    |
| Worth the Lie (avec MUZZ et Feint)                  | Monstercat         | 10 novembre 2017  | Monstercat Uncaged Vol. 3                        |
| With You                                            | Viper Recordings   | 13 décembre 2017  | Retrospective                                    |
| My Love                                             | Monstercat         | 19 mars 2018      | Rocket League X Monstercat Vol. 2, Reality Reach |
| Made of Glass (avec Joe Ford)                       | Shogun Audio       | 23 mars 2018      | Colours In Sound                                 |
| Board Game                                          | Monstercat         | 31 mai 2018       | Reality Reach                                    |
| Voices                                              | Monstercat         | 27 juin 2018      | Reality Reach                                    |
| Never Have I Felt this                              | NoCopyrightSounds  | 4 décembre 2018   | NCS: Reloaded                                    |
| Love Wins Again                                     | Liquicity          | 24 avril 2019     | Non-album singles                                |
| About Me (avec Roy Knox)                            | NoCopyrightSounds  | 7 juin 2019       | Non-album singles                                |
| Your Pain                                           | Monstercat         | 21 novembre 2019  | Butterfly Effect                                 |
| Give You Up / Followers                             | Monstercat         | 10 décembre 2019  | Butterfly Effect                                 |
| All for Nothing / Shut My Mouth                     | Monstercat         | 16 janvier 2020   | Butterfly Effect                                 |
| Gold / Yes                                          | Monstercat         | 18 février 2020   | Butterfly Effect                                 |
| Good Enough / For Me (BCee Remix)                   | Monstercat         | 1er octobre 2020  | Butterfly Effect (Deluxe)                        |
| Numb / Worlds Collide (Grafix Remix)                | Monstercat         | 18 février 2021   | Butterfly Effect (Deluxe)                        |
| Feel (avec Delta Heavy)                             | UKF                | 16 juin 2021      | Non-album single                                 |
| Say What You Want                                   | UKF                | 25 août 2021      | Non-album single                                 |
| Looking For More                                    | NoCopyrightSounds  | 8 octobre 2021    | Non-album single                                 |
| Take It Away                                        | Monstercat         | 5 mai 2022        | Higher Ground (Part 1)                           |
| Lions                                               | Monstercat         | 24 juin 2022      | Higher Ground (Part 1)                           |
| All We Needed                                       | Monstercat         | 22 juillet 2022   | Higher Ground (Part 1)                           |
| I'm Delighted (avec Cookie Monsta et Flux Pavillon) | Circus Records     | 29 septembre 2022 | Non-album single                                 |
| Collecting Thoughts (avec ShockOne)                 | Monstercat         | 17 novembre 2022  | Higher Ground (Part 2)                           |
| Lions (VIP)                                         | Monstercat         | 5 décembre 2022   | Higher Ground (Part 2)                           |
| Get Through                                         | Monstercat         | 20 janvier 2023   | Higher Ground (Part 2)                           |
| The Outlines (avec Circadian)                       | Monstercat         | 23 Juin 2023      | Non-album single                                 |
| Chase the Sun                                       | UKF                | 27 juillet 2023   | Non-album single                                 |
| Never Have I Felt This (VIP)                        | NoCopyrightSounds  | 27 octobre 2023   | Non-album single                                 |

#### En tant qu'artiste vedette
| Titre                           | Artiste principal | Étiquette   | Publié           | Album                |
| ------------------------------- | ----------------- | ----------- | ---------------- | -------------------- |
| Take It In                      | Feint             | Liquicity   | 14 octobre 2016  | Liquicity Alchemy 2  |
| Only Good Mistake               | Alpha 9           | Anjunabeats | 31 mars 2017     | Non-album single     |
| Take It In (Hybrid Minds Remix) | Feint             | Liquicity   | 10 novembre 2017 | Liquicity Escapism 4 |
| Another Lover                   | Ilan Bluestone    | Anjunabeats | 17 novembre 2017 | Scars                |
| In Your Arms                    | Hybrid Minds      | UKF         | 8 mars 2019      | UKF10                |
| Lost                            | PhaseOne          | Disciple    | 17 avril 2019    | Transendency         |
| Catharsis                       | MUZZ              | Monstercat  | 3 septembre 2020 | The Promised Land    |
| Catharsis X                     | MUZZ              | Monstercat  | 3 février 2022   | The X Saga           |

### Remixes
| Titre               | Artiste original               | Étiquette            | Publié            |
| ------------------- | ------------------------------ | -------------------- | ----------------- |
| Suffocate           | The Prototypes                 | Shogun Audio         | 11 novembre 2011  |
| Leviate             | Hadouken!                      | Hadouken Partnership | 10 mars 2013      |
| Bump                | Baby Blue                      | Auto-publié          | 22 septembre 2013 |
| Move Into Light     | Juventa (ft. Erica Curran)     | Cloud 9 Music        | 30 décembre 2013  |
| The Wolves          | Amy Steele                     | Coleteel Music       | 29 mars 2015      |
| Getaway             | Tritonal (ft. Angel Taylor)    | Enhanced Music       | 8 juillet 2016    |
| Cold Skin           | Seven Lions, Echos             | Monstercat           | 13 juillet 2017   |
| Another Lover       | Ilan Bluestone (ft. Koven)     | Anjunabeats          | 17 avril 2018     |
| New Blood           | Steve Aoki, Sydney Sierrata    | Dim Mak Records      | 22 mai 2020       |
| Someone To Love You | Tritonal (ft. Brooke Williams) | Enhanced Music       | 3 juillet 2020    |
| Drifting            | Tiësto                         | UKF                  | 21 août 2023      |
| Past Life           | Felix Jaehn, Jonas Blue        | Virgin Records       | 24 novembre 2023  |